# Црвенка (футбольный клуб)
«Црве́нка» (серб. ФК Црвенка) — сербский футбольный клуб из одноимённого города, в Западно-Бачском округе автономного края Воеводина. Домашние матчи проводит на стадионе «Црвенка», вмещающем 5 000 зрителей.

## История
Клуб основан в 1919 году, под именем «Цверначки спортски клуб», с 1945 года носил имя «Спартакус», в 1962 году получил своё нынешнее название. В сезоне 1970/71 клуб провёл, единственный в своей истории, сезон в высшем дивизионе Югославии, и занял в нём последнее 18-е место. В 1971 году «Црвенка» представляла Югославию на Балканском кубке, и заняла второе место в своей группе. До 90-х годов 20-го века клуб играл во втором по силе дивизионе Югославии, затем опустился в третий, в 2007 году вылетел в четвёртый, а через год и в пятый дивизион страны.